# Al-Jaish Damasco
O Al-Jaish Damasco Sports Club é um clube de futebol com sede em Damasco, Síria. A equipe compete no Campeonato Sírio de Futebol.

## História
O clube foi fundado em 1947.